# 易贡错
易贡错（藏語：ཡིད་འོང་མཚོ，威利转写：yid 'ong mtsho，THL：Yiong Tso）位于中国西藏自治区东部林芝市波密县境内，地处波密县西部，帕隆藏布最大支流易贡藏布下游谷地内。湖泊是1900年左右发生的一次特大泥石流堵塞易贡藏布形成的堰塞湖。湖形狭长，湖中多砂砾质小岛。湖面海拔2050米，面积22平方公里。湖区气候温和湿润，年均气温11.4℃，年均降水量960.5毫米，年蒸发量1458.3毫米。湖水主要依赖地表径流补给，集水区面积13,534平方公里。湖水从东南部出流，于通麦附近注入帕隆藏布。305省道经过湖泊南岸和西岸。